# 港町純情シネマ
『港町純情シネマ』（みなとまちじゅんじょうシネマ）は、TBS系列の金曜ドラマ（毎週金曜日22:00 - 22:54）の枠で、1980年（昭和55年）4月25日から同年7月18日まで放送されたテレビドラマ。全13話。

## 概要・内容
港町である千葉県銚子市にある映画館「港シネマ」を主な舞台にし、映画の主人公・ヒーローに自分を同化させながら酔う猿田禄郎を中心に、ここで繰り広げられる色々な出来事をコメディータッチで描いた。
禄郎はかつては漁師だった。ある日、帰港先の外川港へ乗っていた漁船が向かっていた時に父・万造から手紙が届き、そこには「港シネマの経営を全て任せるので、陸に上がって欲しい。私は映写技師に戻ってお前を手伝い、支える」といった内容の文があった。禄郎もいずれは父が経営する港シネマの支配人になりたいと思い嬉しく思っていたが、10年勤めた漁師を辞めて陸に上がった禄郎に、万造から言われて任されたのは支配人ではなく、映写技師の仕事だった。
映画館が舞台であることにちなみ、毎回懐かしの名画の音楽や名場面、またそれらをモチーフとした音楽や場面が演出面で使用された。使用された映画は『シェーン』『カサブランカ』『地獄の黙示録』『太陽がいっぱい』『ある愛の詩』『トム・ホーン』など。なお、本作のサブタイトルにも映画のタイトルを使用したものが多くあり、本作のキャッチコピーも「港町の"虹を掴む男"の物語」だった。第11話の「私は泣いています」は、ゲストに風吹ジュンを迎え、若手のディレクターだった市川哲夫が演出、白眉の回となっている。本作の脚本を手掛けた市川森一は、この作品で芸術選奨新人賞を受賞した。
当時、銚子市に実在していた映画館「銚子セントラル」がロケ地として使用された。なお、本作は市川森一の著書として1983年に大和書房より単行本化された。

## キャスト
- 猿田禄郎：西田敏行
- 猿田万造：室田日出男
- 野村政子：木の実ナナ - 流れ者のホステス
- 加代：森下愛子
- 川辺邦子：伊藤蘭 - 港シネマのもぎり嬢
- 川辺清：北林谷栄 - 邦子の祖母
- 文麿：岸部一徳
- 角野竜次：柴俊夫 - 角野組のやくざ
- 谷口：原保美 - フィルムセールスマン
- 明：風間杜夫
- あざみ：樋口可南子
- 明日香和泉

## スタッフ
- 脚本：市川森一
- 制作プロデューサー：大山勝美
- プロデューサー：竜至政美
- 演出：高橋一郎、前川英樹、市川哲夫
- 音楽：船山基紀
- 制作：TBS

## 主題歌
- 木の実ナナ『砂の城』（作詞・作曲：五輪真弓）

## 放映リスト
| 各話   | 放送日        | サブタイトル           | 演出     | ゲスト                         |
| ------ | ------------- | ---------------------- | -------- | ------------------------------ |
| 第1話  | 1980年4月25日 | 失われた航海           | 高橋一郎 |                                |
| 第2話  | 1980年5月2日  | 地獄の黙示録           | 高橋一郎 | 小野武彦                       |
| 第3話  | 1980年5月9日  | マックイーン! 俺も男だ | 高橋一郎 | 長塚京三                       |
| 第4話  | 1980年5月16日 | モンローと朝食を       | 前川英樹 |                                |
| 第5話  | 1980年5月23日 | 影武者                 | 前川英樹 | 小野武彦                       |
| 第6話  | 1980年5月30日 | オズの魔法使い         | 高橋一郎 |                                |
| 第7話  | 1980年6月6日  | 西部劇はお好き?        | 高橋一郎 |                                |
| 第8話  | 1980年6月13日 | 猿田家の小春日和       | 前川英樹 |                                |
| 第9話  | 1980年6月20日 | 第三の男               | 前川英樹 |                                |
| 第10話 | 1980年6月27日 | 復活の日               | 高橋一郎 | 結城しのぶ、矢崎滋             |
| 第11話 | 1980年7月4日  | 私は泣いています       | 市川哲夫 | 風吹ジュン（バーのママ・妙子） |
| 第12話 | 1980年7月11日 | 離婚ゲーム             | 前川英樹 | 財津一郎（政子の元夫・雄吉）   |
| 第13話 | 1980年7月18日 | 大いなる別れ           | 高橋一郎 | 川谷拓三                       |